# Liste der denkmalgeschützten Objekte in Pramet
Die Liste der denkmalgeschützten Objekte in Pramet enthält die 5 denkmalgeschützten, unbeweglichen Objekte der Gemeinde Pramet in Oberösterreich (Bezirk Ried im Innkreis).

## Denkmäler
| Foto |                 | Denkmal                                                               | Standort                                | Beschreibung | Metadaten |
| ---- | --------------- | --------------------------------------------------------------------- | --------------------------------------- | --- | --- |
| ja   | Datei hochladen | Bauernhaus, „Schatzdorferhaus“ HERIS-ID: 46790 Objekt-ID: 48984       | Großpiesenham 8 Standort KG: Pramet     | | BDA-Hist.: Q38023735 Status: Bescheid Stand der BDA-Liste: 2025-06-30 Name: Bauernhaus, „Schatzdorferhaus“ GstNr.: 295                                     |
| ja   | Datei hochladen | Stelzhamerhaus, Stelzhamermuseum HERIS-ID: 75946 Objekt-ID: 89475     | Großpiesenham 26 Standort KG: Pramet    | | BDA-Hist.: Q105646577 Status: § 2a Stand der BDA-Liste: 2025-06-30 Name: Stelzhamerhaus, Stelzhamermuseum GstNr.: 331                                      |
| ja   | Datei hochladen | Kath. Pfarrkirche Mariae Heimsuchung HERIS-ID: 38380 Objekt-ID: 37926 | Pramet Standort KG: Pramet              | Die Pfarrkirche Mariae Heimsuchung wurde bereits 1371 urkundlich erwähnt. Die ursprünglich gotische Kirche hat ihr heutiges barockes Aussehen 1685 erhalten. Der Turm an der Westseite ist mit einem Zwiebelhelm ausgeführt. Der Hochaltar stammt aus dem Jahr 1690, der Tabernakel wird auf 1730 datiert. Das kreuzgewölbte Langhaus ist einschiffig und dreijochig, der zweijochige Chor besitzt einen 3/8 Schluss. | BDA-Hist.: Q21552713 Status: § 2a Stand der BDA-Liste: 2025-06-30 Name: Kath. Pfarrkirche Mariae Heimsuchung GstNr.: 105 Church of the Visitation (Pramet) |
| ja   | Datei hochladen | Friedhof HERIS-ID: 75975 Objekt-ID: 89512                             | gegenüber Pramet 27 Standort KG: Pramet | | BDA-Hist.: Q38141878 Status: § 2a Stand der BDA-Liste: 2025-06-30 Name: Friedhof GstNr.: 70 Friedhof Pramet                                                |
| ja   | Datei hochladen | Alte Volksschule HERIS-ID: 99785 Objekt-ID: 115947                    | Pramet 42 Standort KG: Pramet           | | BDA-Hist.: Q37774762 Status: § 2a Stand der BDA-Liste: 2025-06-30 Name: Alte Volksschule GstNr.: 21                                                        |